# Vickers E.F.B.7
Vickers E.F.B.7 là một mẫu thử máy bay tiêm kích của Anh trong Chiến tranh thế giới I.

## Tính năng kỹ chiến thuật (E.F.B.7)
Dữ liệu lấy từ Vickers Aircraft since 1908 
Đặc điểm tổng quát
- Kíp lái: 2
- Chiều dài: 36 ft 0 in (10.98 m)
- Sải cánh: 59 ft 6 in (18.14 m)
- Diện tích cánh: 640 ft2 (59.5 m2)
- Trọng lượng rỗng: 2.136 lb (971 kg)
- Trọng lượng có tải: 3.196 lb (1.453 kg)
- Động cơ: 2 × Gnome Monosoupape, 100 hp (75 kW) mỗi chiếc

Hiệu suất bay
- Vận tốc cực đại: 75 mph (121 km/h)
- Thời gian bay: 2½ giờ
- Trần bay: 9.000 ft (2.700 m)
- Vận tốc lên cao: 278[2] ft/min (1,4 m/s)

Vũ khí trang bị
- 1× súng máy Vickers